# Třebechovice pod Orebem (nádraží)
Třebechovice pod Orebem jsou železniční stanice v západní části města Třebechovice pod Orebem v okrese Hradec Králové v Královéhradeckém kraji nedaleko řeky Orlice. Leží na elektrifikované jednokolejné železniční trati Velký Osek – Choceň (3 kV ss), v roce 2025 se předpokládá její modernizace a zdvojkolejnění.

## Historie
Stanice byla otevřena 10. ledna 1874 společností Rakouská severozápadní dráha (ÖNWB), která zprovoznila svou trať z Hradce Králové do Lichkova, 10. října téhož roku byla dokončena spojka na nové nádraží z Ústí nad Orlicí, ležící na trati mezi Prahou a Olomoucí, do Letohradu. 15. října 1875 ÖNWB stavebně prodloužila trať přes hranici do Pruska. Autorem univerzalizované podoby stanic pro celou dráhu byl architekt Carl Schlimp. Trasa byla výsledkem snahy o propojení železniční sítě ÖNWB severovýchodním směrem.
Po zestátnění ÖNWB v roce 1908 pak obsluhovala stanici jedna společnost, Císařsko-královské státní dráhy (kkStB), po roce 1918 pak správu přebraly Československé státní dráhy. Elektrická trakční soustava zde byla zprovozněna 29. prosince 1982, v roce 2008 byly troleje prodlouženy dále na Lichkov a státní hranici s Polskem.

## Popis
Nachází se zde tři nekrytá jednostranná nástupiště, k příchodu k vlakům slouží přechody přes koleje. Z nádraží je odbočuje vlečka. Stanice je vybavena čekárnou. Slouží zde výpravčí Správy železnic a pokladní ČD

## Zabezpečovací zařízení

### Staniční
Stanice je vybavena elektronickým SZZ místně ovládaným z rozhraní JOP.

### Traťové
V přilehlých mezistaničních úsecích je zavedeno telefonické dorozumívání. Zajímavostí jsou sousedící hlásky Petrovice n/O a Blešno.

## Budoucnost
V letech 2025-2028 se předpokládá modernizace a zdvoukolejnění trati Hradec Králové - Choceň. V jejím rámci bude stanice peronizována a zavedeno DOZ z CDP Praha.